# 레토르트 식품

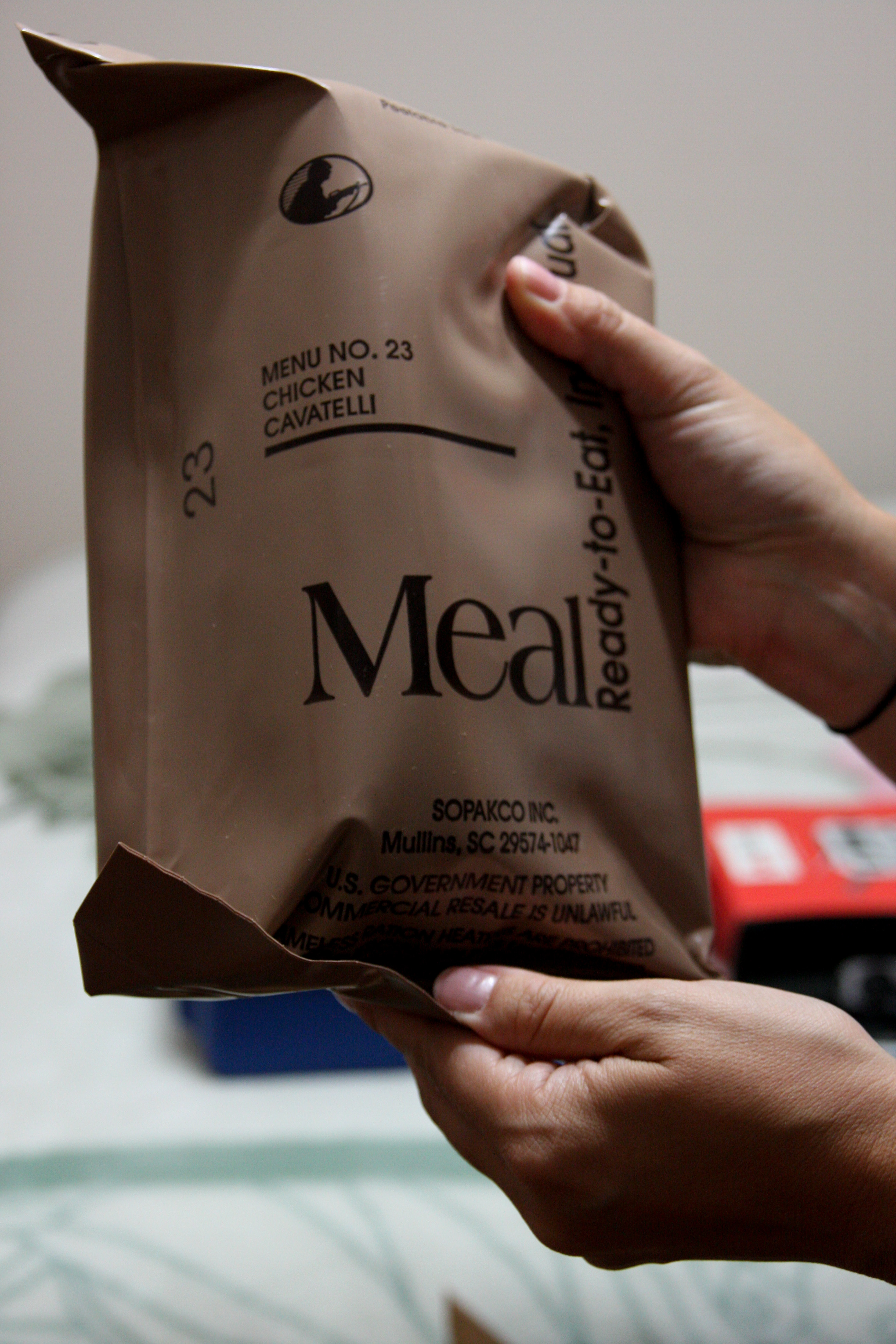

레토르트 식품(retort food)은 오래 보관할 수 있도록 살균하여 포장한 식품이다. 이는 유연한 플라스틱필름과 금속호일을 여러 층으로 접착하여 만든 포장재(파우치 또는 기타 모양으로 성형한 용기)에 조리한 식품을 충전하고 밀봉하여 가열 살균 또는 멸균한 제품을 의미한다. 일반 가공식품은 물론 비상식품, 병원용, 도시락용으로 널리 사용되고 있으며, 오뚜기의 창업자인 故 함태호 회장이 1981년에 개발 및 출시한 '오뚜기 3분 요리'가 레토르트 식품의 시초였다.
최근 1인 가구의 증가와 더불어 가정간편식(Home Meal Replacement, HMR) 시장이 확대되는 추세이다.

## 특징

### 장단점
레토르트 식품은 기존 식품 포장인 캔,병보다 가볍고 납작한 모양새로 보관이 용이하며, 전자레인지 혹은 뜨거운 물로 데우는 간단한 과정으로 취식이 가능하다. 또한, 제조 과정에서 공기와 세균을 완전히 제거하였으므로 보존료가 들어가지 않고도 장기간 보존할 수 있는 장점이 있다. 그러나 레토르트 식품은 날카로운 물체에 포장이 쉽게 파손될 우려가 있으며 이것이 내용물 변질의 주된 요인이다. 레토르트 식품의 포장재는 거의 대부분 불투명한 재질로 되어있어 내용물 변질을 눈으로 확인하기 어렵다는 단점이 있다.

## 레토르트 식품의 포장

### 다층 포장재
레토르트 식품은 제조과정에서 고온, 고압 처리를 하므로 이에 견딜 수 있는 포장 재료가 필요하다. 레토르트 식품의 포장재에 필요한 조건은 다음과 같다.
- 음식물과 닿았을 때 독성이 없을 것
- 빛이나 향을 충분히 차단할 것
- 외부 충격에 견딜만큼 튼튼할 것

이 조건들을 동시에 완벽하게 만족하는 재질은 없으므로 레토르트 식품의 포장재는 여러 층의 서로 다른 재질이 겹쳐져 있는 형태이다. 레토르트 파우치의 다층포장재는 식품접촉층, 중간층, 외층 세 부분을 접착한 형태이다. 외층은 다시 코팅층으로 둘러싸서 보호한다.
(1) 식품접촉층

식품 내용물을 직접 둘러싸는 부분으로 화학변화에 내성이 강해 음식에 미치는 피해가 없는 소재를 사용해야 한다. 또한, 열을 가했을 때 밀봉이 되어 공기가 통하지 않아야 한다. 주로 폴리에틸렌과 폴리프로필렌을 사용한다.

(2) 중간층

주요 역할은 공기나 빛이 통과하지 못하도록 차단하는 것이다. 알루미늄박이 가장 좋은 재질이나, 내용물을 확인할 수 없다는 단점이 있어 최근에는 합성수지를 쓰기도 한다.

(3) 외층

안쪽의 막들을 보호해주는 역할이다. 따라서 충격이나 열에 강해 쉽게 손상되지 않아야 한다. 폴리에틸렌테레프탈레이트(PET)나 나일론을 주로 사용한다.

(4) 코팅층

긁힘, 변색 등의 외층의 손상을 방지한다.

위에서도 언급했듯, 레토르트 식품은 용기째로 고온, 고압 처리를 하는 식품이므로 포장재의 성분이 음식 내용물에 녹아들 수 있어 용기 포장 기준이 엄격하다. 식품의약품안전처 식품공전에서 정한 기준 및 규격에 따라 침출 용액에 넣었을 때 우러나오는 물질(증발잔류물)의 총량이 30ppm보다 적어야 한다.

### 분류
레토르트 식품은 다양한 형태의 용기에 포장되어있다. 포장의 모양, 또는 소재에 따라 다음과 같이 분류할 수 있다.

#### 모양에 따른 분류

##### 레토르트 파우치
카레나 짜장 등의 식품의 가공에 흔히 사용되는 포장 방식으로 모양이 납작하여 보관이 용이하다. 사각형 합성수지 주머니 형태이다. 포장재로 알루미늄 호일이 들어가는 경우가 흔하기 때문에 전자레인지 가열 시에는 별도 용기에 담아 음식을 데워야한다.

##### 용기식품
밥, 스테이크, 파스타 등 다양한 즉석요리 가공에 사용되는 포장이다. 단단한 합성수지로 만든 그릇에 음식을 담고 비닐 등으로 덮어 밀봉한 모양이다. 별도의 그릇이 필요없고, 전자레인지에 통째로 데울 수 있어 간편하다.

#### 포장 재질에 따른 분류

##### 투명보통형 포장지
투명한 합성수지를 사용해 내용물이 보이게 만든 포장으로 빛과 공기를 차단할 수 없다. 따라서 제품이 직사광선으로 손상되거나 향이 날아가서 풍미가 떨어질 우려가 없을 때 사용한다.

##### 투명차단형 포장지
투명하지만 향은 날아가지 못하게 만든 포장으로 빛은 통과하나 공기의 흐름은 차단한다. 제품 고유의 향이 날아가 풍미가 떨어질 우려가 있을 때 사용한다. 주로 어육이나 식육가공품 등 육류를 사용한 제품에 많이 사용된다.

##### 알루미늄 호일 포장지
합성수지 중간에 알루미늄 호일을 끼워 넣어 만든 포장지로 향과 빛에 의한 변질을 모두 차단할 수 있다. 현재 유통되는 포장지 중 식품의 변질을 막는 능력이 가장 우수하다. 내용물을 관찰할 수 없고 금속제 재료가 포함되어 있어 전자레인지에 사용할 수 없다는 단점이 있으나, 우수한 차단성으로 인해 커리, 짜장, 스튜 등의 제품에 널리 사용하고 있다.

##### 하이 레토르트형 포장지
높은 온도에서도 견딜 수 있게 만든 포장지로 고온으로 단기간 살균하는 제품에 사용한다. 아직 사용범위가 넓지 않다.

## 역사

### 레토르트 식품의 시초
레토르트 식품이 최초로 개발된 시점은 1950년대이다. 1955년 미국 일리노이 대학에서 파우치의 연구가 시작되었고 1958년에는 미 육군 Natick 연구소에서 전투식량 개발의 일환으로 금속 통조림 보다 가볍고 휴대와 운반이 편리하고 보존성이 좋은 레토르트 파우치를 실용화하기 시작하였다. 일본의 경우 1963년에 레토르트 파우치 연구를 시작 1969년에 카레를 충전한 레토르트 파우치 제품을 처음으로 출시하였다.
국내의 경우 1970년대 가공식품의 수출로 식품 산업이 눈부시게 발전하면서 연구가 시작되었다. 이러한 발전과 함께 치즈, 햄, 통조림 등 육류가공품이 본격 생산되었다. 사람들의 기호 역시 번거로운 전통식품보다 신속하고 간편한 인스턴트 가공식품 및 패스트푸드로 변화하는 추세였다. 1980년대에 접어들며 86아시안게임, 88서울올림픽은 관광산업과 함께 식생활에 지대한 영향을 끼쳤다. 선수촌에 공급되는 가공식품의 품질향상과 함께 외국인 관광객의 입맛을 사로잡기 위해 국내 식품 산업의 수준이 크게 향상됐다. 특히 주목받은 것은 뜨거운 물에 즉석으로 데워먹는 레토르트 식품의 출시였다.

## 제조회사 및 제품군
미래 식품산업이 ‘편의성, 안전성, 기능성’으로 재편될 것이라는 예측과 함께, 국내 유수의 식품기업들이 다양한 형태의 가정간편식(Home Meal Replacement, HMR) 개발에 총력을 기울이고 있다.
실제 2017년 가정간편식 시장은 5년새 약 50% 이상의 성장률을 기록했다.

### 오뚜기
1981년에 출시한 오뚜기 3분요리 시리즈는 국내에서 최초로 개발된 레토르트 식품의 시초이다. 이외에도 즉석밥과 레토르트 식품을 결합한 컵밥 시리즈, 용기 죽 등이 있다.

### CJ제일제당
CJ제일제당의 햇반은 즉석밥 시장을 선점하고 있다. 이러한 즉석밥에 국밥, 덮밥, 컵밥류를 더한 상용대용식 컵반 시리즈가 지속적인 인기를 끌고있다.

### 신세계 이마트
대형마트를 보유한 유통업체들은 자체브랜드를 내세워 다양한 레토르트 식품을 출시하고 있다.
특히 가정간편식 브랜드 피코크에 공을 들이며 뚜렷한 성장세를 보이고 있다.

### 동원F&B
2016년, 동원 그룹은 가정간편식 사업을 확대하기 위해 가정간편식 전문 브랜드 더반찬을 인수했다. 올림한식 국탕 시리즈, 양반컵밥 시리즈 등이 있다.

## 같이 보기
- 레토르트

## 참고 자료
- 이 문서에는 다음커뮤니케이션(현 카카오)에서 GFDL 또는 CC-SA 라이선스로 배포한 글로벌 세계대백과사전의 내용을 기초로 작성된 글이 포함되어 있습니다.